# Krantzolaspina solimani
Krantzolaspina solimani is een mijtensoort uit de familie van de Parholaspididae. De wetenschappelijke naam van de soort werd voor het eerst geldig gepubliceerd in 1983 door Metwali.